# Saint-Loup, Nièvre
Saint-Loup este o comună în departamentul Nièvre din centrul Franței. În 2009 avea o populație de 450 de locuitori.

## Evoluția populației
| An        | 1975 | 1982 | 1990 | 1999 | 2006 | 2009 |
| --------- | ---- | ---- | ---- | ---- | ---- | ---- |
| Populație | 404  | 430  | 448  | 440  | 453  | 450  |